# Stélios Miyiákis
Stylianós « Stélios » Miyiákis (grec moderne : Στυλιανός «Στέλιος» Μυγιάκης) est un lutteur grec spécialiste de la lutte gréco-romaine né le 5 mai 1952 à Réthymnon.

## Biographie
Stélios Mygiákis participe aux Jeux olympiques d'été de 1980 à Moscou dans la catégorie des poids plumes et remporte la médaille d'or.